# 岡本則録
岡本 則錄（おかもと のりふみ、おかもと のりぶみ、1847年12月7日（弘化4年10月30日） - 1931年（昭和6年）2月17日）は、日本の数学教育者、和算家、陸軍教授。和算から西洋数学へ転向し、文科省に横書きの教科書を刊行するよう建議した。日本数学会の前身である東京数学会社の設立に携わった。
海軍の中川勝行と荒川重平の訳語統一を支援し、「公理」「単位」「数学」などの語を発案した。

## 経歴
金融業を営む後藤誠作と後藤くにの間に長男として生まれ、最初は後藤を名乗った。父誠作の没後に岡本備中守にあやかり姓を岡本とした。和算家としては長谷川弘に師事した。花柳流に通っていたため貧しくなり、弟子の松岡文太郎に助けられて生活していた。1873年から大阪師範学校、1877年から学習院、1883年から愛媛県師範学校で働いた。1886年12月17日、奏任官四等で陸軍教授に就任。1889年2月7日非職となったが、1890年4月12日に復職し、砲工学校教官になった。本官退任の依願後、成城学校の教頭・校長を務めた。晩年は、和算書をまとめた『和算圖書目錄』の作成に勤しんだ。1931年に没し新宿区来迎寺に葬られた。戒名は真光院浄誉則錄居士。

## 栄典
- 1887年3月25日、従六位[17]。

## 著書
- William Mitchel Gillespie『測地新法』竜曦堂、1873年。上:NDLJP:845894、下:NDLJP:845895。
- 「○ニ力直角ヲナシテ一質点加ハル〓其并カノ方向ヲ証明スル新法」『東京數學會社雑誌』第1878巻第6号、1878年、11–11頁、doi:10.11429/sugakukaisya1877.1878.6_11。
- 『改正代数整数新法』岡島宝玉堂、1882年。1巻:NDLJP:828271、2巻:NDLJP:828272、3巻:NDLJP:828273、附録NDLJP:828274。
- Albert Ensign Church『微分積分学』文部省編輯局、1883年。NDLJP:829002。
- 『幾何学問題解法指針』数理学館、1891年。NDLJP:828539。